# La Jeune Fille et le Vent

La Jeune fille et le Vent est une série de bande dessinée.
- Scénario : Martin Ryelandt
- Dessins et couleurs : Jung

## Albums
- Tome 1 : Soon-Li (1997)
- Tome 2 : Win (1998)
- Tome 3 : D'où vient le vent (1999)

## Publication

### Éditeurs
- Delcourt (Collection Terres de Légendes) : Tomes 1 à 3 (première édition des tomes 1 à 3).